# Homolobus intermedius
Homolobus intermedius är en stekelart som beskrevs av Van Achterberg 1992. Homolobus intermedius ingår i släktet Homolobus och familjen bracksteklar. Inga underarter finns listade i Catalogue of Life.